# Acanthops parafalcata
Espèce
Acanthops parafalcata est une espèce d'insectes, de  l'ordre des Mantodea, de la famille des Acanthopidae, de la sous-famille des Acanthopinae et de la tribu des Acanthopini.

## Répartition
Acanthops parafalcata se rencontre à Trinité-et-Tobago. 

## Publication originale
- (en) Lombardo & Ippolito, 2004 : Revision of the Species of Acanthops Serville 1831 (Mantodea, Mantidae, Acanthopinae) with Comments on Their Phylogeny. Annals of the Entomological Society of America, vol. 97, n. 6 pp. 1076–1102 (introduction).